# Črni Vrh, Tabor
Črni Vrh je naselje v Občini Tabor. 
Črni Vrh je razloženo naselje, ki ga sestavljajo zaselki in samotne kmetije. Leži na pobočjih hribov jugozahodno od Tabora v višinah med 320 in 720 metri.